# 辰巳努
辰巳 努（たつみ つとむ、1972年3月 - ）は、関西出身の元俳優、元子役。当時の所属事務所はアクタープロ。

## 略歴
子役として1980年代を中心に活動し、映画『瀬戸内少年野球団』の吉沢孝行（ダン吉）や、『愛しき日々よ』の主人公の少年期を演じ、高い評価を得たのち、1988年の映画『火垂るの墓』では主人公の清太の声を演じ、注目をあびた。
1989年放送のテレビドラマ「部長刑事」(1989年6月24日放送)に出演した以後の芸能活動は確認できておらず、現在の動向は全く不明である。2012年に『火垂るの墓』のブルーレイ発売記念イベントが行われた際、辰巳に出演依頼しようと主催者側が尽力したが、まったく連絡先が分からずに断念せざるを得なかったという。当日のイベントはウェブ上で生放送されていたため、「見ていたらぜひ会場まで」と呼びかけもされたが、叶わなかった。
『火垂るの墓』で清太の声をした時には16歳だった。これは清太の設定年齢は14歳であり出演当時の辰巳の年齢に近いことや、物語の舞台が自分の出身地である関西であることが関係しており、監督の高畑勲が関西の俳優などを熱望したのも関わっている。また、後に「年齢が近ければ感情移入しやすい」と自身は語っており、これは節子を演じた白石綾乃も同様だった。
映画パンフレットでは「もっと口がうまければ、楽に生きていけたんやないかと思いますね」「（生活が）大変になっていくんやから、もっと素直にあやまったりできたら、うまいこと生きられたのに、と思います」と語っており、『金曜ロードショー』ではじめて放送された際には「自分は清太のような生き方はしたくないと思いますね」と述べている。
弟がいる。また、節子については自身の弟につい冷たくしてしまうことを引き合いに「これだけ優しくなれない気がしますね」や、演じた白石綾乃については「あの子の声のおかげで、だいぶやりやすかった。あの子の声やから、最後の節子が死にそうになるところで、思わず素直にセリフが出てしまったのかもしれません」と述べている。

## 主な出演

### 映画
- 瀬戸内少年野球団（1984年、日本ヘラルド） - 吉沢孝行（ダン吉） 役
- 愛しき日々よ（1984年、東宝） - 瀬川敏夫（少年期） 役
- 火垂るの墓（1988年、東宝・スタジオジブリ） - 主演・清太 役 ※声の出演

### テレビドラマ
- 事件ですよ! 第20話「お猫さま騒動」（1982年2月18日、関西テレビ）
- 東芝日曜劇場 第1343回「大文字はもう秋」（1982年9月19日、毎日放送）
- 連続テレビドラマ（毎日放送）
  - 「女のたたかい」（1983年3月 - 6月）
  - 「母はおしかけ同居人」（1986年4月 - 5月）
- それいけ!ズッコケ三人組 第31話（1985年、関西テレビ）
- 部長刑事（朝日放送）
  - 第1558回「賢兄と愚弟」（1988年9月10日）
  - 第1585回「さらば夜光族」（1989年3月25日）
  - 第1598回「命を懸けた説得」（1989年6月24日）

### テレビアニメ
- じゃりン子チエ（1981年） エキストラ出演

### CM
- サンクテール